# Nihalka (cepljivka)
Nihalka (znanstveno ime Oscillatoria), tudi nihajka, je rod nitastih cepljivk v sladkih vodah, predvsem stoječih za napajanje, in morjih. V Sloveniji se pojavljajo v toplem delu leta.

## Opis
Steljka je sestavljena iz niza celic, ki tvori nerazvejeno nitasto obliko in se imenuje trihom ali nitka. Je okroglega preseka in odvisno od vrste s premerom 3–36 μm; v dolžino zrastejo nekaj deset milimetrov. Ker se trihom vrti okrog vzdolžne osi, se konci trihoma zibajo na vse strani in po tem značilnem nihajočem gibanju (oscilacija) je rod dobil tudi ime. Steljka je običajno rjavozelene barve, redkeje modrozelene, saj poleg klorofila vsebuje tudi karoten in ksantofil. Morske nihalke so pogosto oranžnordeče, rumene in nekatere celo črne. Barvni odtenek je odvisen tudi od razpoložljive svetlobe. Nihalke rastejo v kolonijah in so se s počasnimi drsajočimi gibi nitk druge ob drugi zmožne obrniti proti viru svetlobe.

## Razmnoževanje
Razmnožuje se s fragmentacijo: dolge nitke razpadejo na delce (hormogonije), ki se dalje izdolžujejo. Trihom navadno razpade na mestu, kjer so prisotne mrtve celice (nekridiji). Druga možnost je vzdolžna cepitev.

## Ekologija
Nihajke poseljujejo morsko dno v kolonijskih združbah (naselja). Tropske nihajke v plitvinah prenesejo temperature do 45 stopinj Celzija. Ker so sposobne vezati dušik iz okolja, se rade zadržujejo v bližini živali in gnijočih ostankov (obalni rob koralnih grebenov), saj so njihovi izločki bogat vir dušikovih spojin (npr. spužve, morske vetrnice, ribe). Združbe nihajk so pogoste tudi v pristaniščih in ob kanalizacijskih izpustih v morje, zato so potencialni kazalnik povečane onesnaženosti.

## Uporaba
Nihalke se proučujejo za proizvodnjo dibutilhidroksitoluena (BHT), pomembne kemikalije z antioksidativnim delovanjem, ki se rabi tudi kot dodatek živilom.

## Vrste
Rod nihalka zajema naslednje vrste:
- Oscillatoria amoena (Kützing) Gomont
- Oscillatoria anguiformis (P. González Guerrero) Anagnostidis
- Oscillatoria anguina Bory ex Gomont
- Oscillatoria annae van Goor
- Oscillatoria bonnemaisonii (P. L. Crouan & H. M. Crouan) P. L. Crouan & H. M. Crouan ex Gomont
- Ocillatoria  chalybea
- Oscillatoria chilkensis Biswas
- Oscillatoria crassa (Rao) Anagnostidis
- Oscillatoria croasdaleae Kamat
- Oscillatoria curviceps C. Agardh ex Gomont
- Oscillatoria depauperata (Copeland) Anagnostidis
- Oscillatoria engelmanniana Gaidukov
- Oscillatoria euboeica Anagnostidis
- Oscillatoria fischeri Corda ex Forti
- Oscillatoria fracta Carlson
- Oscillatoria froelichii Kützing ex Gomont
- Oscillatoria funiformis (Vouk) Komárek
- Oscillatoria indica P. C. Silva
- Oscillatoria jenensis G. Schmid
- Oscillatoria levis (Gardner) Anagnostidis
- Oscillatoria limosa C. Agardh ex Gomont
- Oscillatoria mahabaleshwarensis Kamat
- Oscillatoria major Vaucher ex Hansgirg
- Oscillatoria margaritifera Kützing ex Gomont
- Oscillatoria miniata (Zanardini) Hauck ex Gomont
- Oscillatoria minutissima P. González
- Oscillatoria muralis (Dillwyn) C. Agardh
- Oscillatoria nitida Schkorbatov
- Oscillatoria nylstromica Claassen
- Oscillatoria obscura Brühl & Biswas
- Oscillatoria olivaceobrunnea L. Hoffmann & V. Demoulin
- Oscillatoria princeps Vaucher ex Gomont
- Oscillatoria proboscidea Gomont
- Oscillatoria pulchra Lindstedt
- Oscillatoria rhamphoidea Anagnostidis
- Oscillatoria ribeyi F. E. Drouet
- Oscillatoria sancta Kützing ex Gomont
- Oscillatoria subbrevis Schmidle
- Oscillatoria subcapitata Ponomarev
- Oscillatoria tapetiformis Zenker ex Gomont
- Oscillatoria tenioides (Bory de Saint-Vincent) Bory de Saint-Vincent ex Gomont
- Oscillatoria trichoides Szafer
- Oscillatoria versicolor G. Martens ex Prain